# هربرت لیونل آدولفوس هارت
هربرت لیونل آدولفوس هارت (به انگلیسی: Herbert Lionel Adolphus Hart) (متولد: ۱۸ ژوئیه ۱۹۰۷ – ۱۹ دسامبر ۱۹۹۲)- یکی از اثرگذارترین فیلسوفان حقوق قرن بیستم است. او پروفسور «رویه‌های قضایی» در دانشگاه آکسفورد و مسئول کالج بارسنوز در شهر آکسفورد و نویسنده کتاب مفهوم قانون است.

## زندگی
هارت در سال ۱۹۰۷ در یک خانواده کلیمی در شهر هاروگیت انگلستان به دنیا آمد. پدرش خیاط موفقی بود که ریشه آلمانی و لهستانی داشت. او در کالج چلتنهام، مدرسه گرامر برادفورد و نیو کالج آکسفورد تحصیل کرد و در سال ۱۹۲۹ با برترین رتبه در رشته «علوم عالی کلاسیک» فارغ‌التحصیل شد.
از سال ۱۹۳۲ تا ۱۹۴۰، هارت به عنوان یک وکیل موفق در قوه قضاییه فعالیت می‌کرد و دوست نزدیک (لرد) ریچارد ویلبرفرس بود. او موفق به دریافت بورس تحصیلی هارمورت برای تحصیل در دانشسرای عالی حقوق «میدل تمپل» شد و همچنین به عنوان خبرنگار ادبی در هفته‌نامه جان او- لندن مقاله می‌نوشت.
در دوران جنگ جهانی دوم، هارت برای سازمان اطلاعاتی انگلستان، ام-ای-فایو، در بخش ضداطلاعات ارتش فعالیت می‌کرد. این شغل به او اجازه داد تا با برخی از دوستان آکسفورد، مثل ژیلبرت ریله و استوارت همپشر، تجدید دوستی و همکاری کند. بعد از پایان جنگ، هارت از وکالت کناره‌گیری کرد و به تدریس فلسفه و حقوق در نیوکالج آکسفورد پرداخت. هارت از جان لانگشاو آستین به عنوان یکی از اثرگذارترین شخصیت‌ها در زندگی خود یاد می‌کند.
در سال ۱۹۵۲ هارت، به عنوان پروفسور رویه قضایی در دانشگاه آکسفورد مشغول به کار شد. او در سال ۱۹۶۹ بازنشسته شد و جای خود را به رونالد دورکین داد. همچنین، هارت از سال ۱۹۵۹ تا ۱۹۶۰ رئیس آریستوتلین سوسایتی (گروه پیروان تفکر ارسطو) بود.
هارت با خانم جنیفر ویلیامز، یک کارمند عالی‌رتبه دولتی ازدواج کرد. بعدها، همسر او با نام جنیفر هارت به تدریس تاریخ در «کالج سنت انا» مشغول شد و در سال ۱۹۳۰ به حزب کمونیست پیوست. خانم و آقای هارت دارای چهار فرزند شدند که یکی از آنها پسری فلج بود. ازدواج این دو نفر به خاطر شخصیت‌های متضادی که داشتند ناموفق بود. چنان‌که هارت روزی به دختر خود اعتراف کرد: «مشکل این است در این ازدواج، یکی از ما به ارتباط جنسی علاقه ندارد و دیگری به خوراکی». اطرافیان جنیفر هارت باور داشتند که او در طی دوران زناشویی، با یکی از دوستآن نزدیک همسر خود به نام «ازیا برلین» رابطه داشته. جنیفر در سال ۱۹۹۸ خاطرات خود را در کتابی تحت عنوان «از من دیگر نپرسید» به چاپ رساند.
شرحی از زندگی مشترک خانواده هارت، توسط "کارن آرمسترانگ" در کتاب "پلکان مدور" نوشته شده‌است.

## دانشجویان هارت
بسیاری از دانشجویان هارت به شهرت و مقامهای بالا در رشته‌های حقوق، منطق و فلسفه سیاسی دست یافتند. از جمله دانشجویان وی می‌توان از برایان باری، جان فینس، کنت گرینوالت، نیل مک-کورمیک، جوزف راز، چین لیو تن و رونالد داورکین نام برد. همچنین هارت بر روی زندگی برخی از شخصیت‌های معروف مانند جان رالز تأثیرگذار بوده. جان رالز در سالهای ۱۹۵۰، زمانی که پس از اتمام دکترای خود در آکسفورد به سر می‌برد، با هارت آشنا می‌شود و تحت تأثیر وی قرار می‌گیرد.

## رویه‌های فلسفی
در رشته حقوق، هارت یکی از تأثیر گذارترین متفکرین زمان خود بود. او روش‌های مرسوم در رویه قضایی و «فلسفه حقوق» را در دنیای انگلیسی زبان امروز متحول کرد. او اولین کسی است که در انگلستان بین مباحث فلسفه و رویه قضایی پیوند برقرار می‌کند. تحت تأثیر متفکرانی مثل جان آستین و لودویگ ویتگنشتاین، هارت از مکاتب تجزیه و تحلیل، زبان‌شناسی و فلسفه ابزاری ساخت و از آن برای حل مشکلات موجود در فرضیه‌های حقوقی استفاده کرد. روش هارت ادغام هوشمندانه ای بود ازتجزیه و تحلیل فلسفه قرن بیستم با «رویه‌های قضایی» معمول که میراث جرمی بنتام، فیلسوف حقوقی، سیاسی و فلسفی بنام انگلیسی هستند. می‌توان گفت که در مکتب «قانون»، دیدگاه هارت موازی دیدگاه فیلسوف حقوقی مشهور اتریشی، هانس کلسن است. کلسن نیز به مانند هارت، در کتاب نظریه حقوق محض به مفهوم «قانون» می‌پردازد. لازم به تذکر است که هارت در تحلیل‌های خود، بسیاری از شاخص‌های تئوری هانس کلسن را رد می‌کند.
در میان حقوق دانان، نظریه هارت از تفکر گلاندویل ویلیامز تأثیر پذیرفته. هارت در آخرین فصل کتاب «مفهوم قانون»، با استفاده از نظریه گلاندویل ویلیامز، تحلیلی کامل تر و وسیع تر از «کلمه قانون» ارائه می‌دهد. او ویژگی‌های ضروری و خاص قانون را بر اساس پدیده‌هایی که به سادگی قابل مشاهده هستند می‌سنجد و نتیجه‌گیری می‌کند که نظام‌هایی که فاقد این ویژگی‌ها باشند نمی‌توانند در معنای درست کلمه حقوقی باشند.
همچنین، هارت از نظریه جان آستین (متفکر و نویسنده قرن نوزدهمی انگلیس) به عنوان نقطه آغاز تحلیل خود استفاده می‌کند. این نظریه، کوششی جدی برای تعریف قانون بود که می‌کوشید همه ویژگی‌های عمده آن را از طریق یک موضوع ساده به دست آورد. آستین نوشته بود که قانون «قاعده‌ای است برای هدایت یک موجود باهوش که به وسیله موجود باهوش دیگری که بر او قدرت دارد، وضع می‌شود.»

## مفهوم قانون
مهم‌ترین و مشهورترین اثر هارت کتاب «مفهوم قانون» است که نخستین بار در سال ۱۹۶۱ منتشر شد و در سال ۱۹۹۴ با برخی تغییرات به چاپ دوم رسید. این کتاب مجموعه‌ای از یادداشت‌ها و جزوه‌های تدریسی هارت است که وی در سال ۱۹۵۲، به تدریس آنها پرداخته بود. کتاب «مفهوم قانون» به طرح دیدگاه پیچیده‌ای از پوزیتیویزم حقوقی می‌پردازد و سعی در رفع کاستی‌های اساسی آن دارد. ایده‌های اصلی که در این کتاب مطرح می‌شود عبارتند از:
- انتقاد از نظریه جان آستین که می‌گوید قانون فرمان شخصی حاکم است که به واسطه تهدید به مجازات ضمانت می‌یابد.
- تمایز بین قواعد اولیه و ثانویه که در آن قواعد اولیه بر رفتارها حاکمند و قواعد ثانویه اصولی هستند که نوآوری و خلاقیت، تغییر یا حذف قواعد اولیه را ممکن می‌سازند.
- تمایز بین ماهیت ذاتی یا درونی قانون و قاعده با ماهیت ظاهری یا بیرونی آن. این تمایز در راستای نظریه «مکس وبر» است که ماهیت اجتماعی قانون را از ماهیت حقوقی قانون متمایز می‌کند.
- نظریه قواعد شناخت که بر مبنای آن اصول و قوانین اجتماعی هنجارهایی را که دارای اعتبار قانونی هستند ازهنجارهایی که فاقد چنین اعتباری هستند متمایز می‌کند.
- پاسخی به رونالد دورکین (چاپ ۱۹۹۴) که در کتاب‌های خود به نام «حقوق را جدی بگیریم» (چآپ ۱۹۷۷)، «در باب اصل» (چاپ ۱۹۸۵) و «امپراطوری قانون» (چاپ ۱۹۸۶)، از مکتب «پوزیتیویسم حقوقی» انتقاد می‌کند.

## سایر فعالیت‌ها
هارت به همراه تونی انوره کتاب «نسبت میان علت و معلول در قانون» یا «علت قریب حقوق» (چاپ اول ۱۹۵۹ – چاپ دوم ۱۹۸۵) را نوشت. این کتاب یکی از کتب مهم است که در سطح دانشگاهی به مبحث علت و معلول در چهارچوب مکتب حقوق می‌پردازد.
به دنبال جدال مشهوری که میان هارت هربت و همتای حقوقی او، پاتریک داولین (ملقب به بارن داولین) در باب نقش قوانین جنایی در تقویت اصول اخلاقیات (یا هنجارهای اخلاقی) درگرفت، هارت به نوشتن دو کتاب «قانون، آزادی و اخلاقیات» (چاپ ۱۹۶۳) و «اخلاقیات در قوانین جنایی» (چاپ ۱۹۶۵) پرداخت. همچنین، هارت اعلام کرد که تعبیر پاتریک داولین از نظریه «جان اسوارت میل» در باب اصل خطا و استفاده از آن برای مخالفت با قانونی کردن همجنسگرایی، یک تعبیر «منحرف» است. بعدها، در ارتباط با قوانین مربوط به همجنسگرایان که بر مبنای «گزارش تحقیقی ولفندن» تصویب شدند، هارت اعلام کرد که: «این قوانین به اندازه کافی جلو نرفتند». با وجود اختلافات ذکر شده، هارت بعدها گفت که رابطه شخصی مثبتی با پاتریک داولین داشته‌است.
هارت، در کلاس‌های آموزشی برای حزب کارگری انگلستان، در مورد چگونگی مقابله با راه‌های فرار مالیاتی که ثروتمندان از آنها استفاده می‌کردند، تدریس می‌کرد. در زمینه سیاسی، هارت خود را یک چپ‌گرای غیر کمونیست می‌دانست و با مارگارت تاچر مخالفت داشت.

## کتاب‌ها و مقلات
 "در باب مسئولیت و حقوق"- آریستوتلین سوسایتی (گروه پیروان تفکر ارسطو)(۱۹۴۹)

 تعریف و نظریه در رویه‌های قضایی (۱۹۵۳)

 نسبت میان علت و معلول درقانون یا "علت قریب حقوق" (با همکاری تونی انوره)(۱۹۵۹)

 مفهوم قانون (مرکز ارتباطات دنشگاه آکسفورد) (۱۹۶۱)

 قانون، آزادی و اخلاقیات (۱۹۶۳)

 اخلاقیات در قوانین جنایی (۱۹۶۴)

 مجازات و مسئولیت (۱۹۸۶)

 تحلیلی بر نوشتار جرمی بنتام: تحقیق در رویه‌های قضایی و نظریه سیاسی (۱۹۸۲)

 تحلیلی بر رویه قضایی و فلسفه (۱۹۸۳)